# خانه‌ای در مزرعه (فیلم ۲۰۰۴)
«خانه‌ای در مزرعه» (انگلیسی: Home on the Range) فیلمی انیمیشن در سبک موزیکال، کمدی و وسترن است که در سال ۲۰۰۴ منتشر شد.

## موضوع فیلم
سه گاو تصمیم می‌گیرند که برای حفظ مزرعهٔ صاحبشان، با مالکان جدید مزرعه درگیر شوند.

## بازیگران
- روزان بار
- جودی دنچ
- کوبا گودینگ جونیور
- رندی کواید
- جنیفر تیلی
- استیو بوشمی